# Öronkolibrier
Öronkolibrier (Colibri) är ett släkte med fåglar i familjen kolibrier. Det omfattar fem arter:
- Brun öronkolibri (C. delphinae)
- Mexikansk öronkolibri (C. thalassinus)
- Mindre öronkolibri (C. cyanotus)
- Glitteröronkolibri (C. coruscans)
- Vitgumpad öronkolibri (C. serrirostris)